# Factor Q
En física i enginyeria el factor Q, també conegut com a factor de qualitat, és un paràmetre que informa sobre la qualitat d'un sistema oscil·lant. Compara la freqüència a la que oscil·la el sistema amb la velocitat a la que dissipa la seva energia. Un factor Q, o simplement Q gran, indica baixa taxa relativa de dissipació d'energia a la freqüència d'oscil·lació. Per exemple, un pèndol que oscil·la a l'aire tindrà una Q gran, mentre que el mateix pèndol immers en oli tindrà una Q més petita.
Generalment Q s'expressa matemàticament com:
{\displaystyle Q=\omega {\frac {\mbox{Energia emmagatzemada}}{\mbox{Potencia perduda}}}}
on {\displaystyle \omega } és la freqüència angular del circuit (o sistema), l'energia emmagatzemada i la potència perduda són propietats del sistema considerat.
El  factor Q , també anomenat factor de qualitat o factor de selectivitat, és un paràmetre que mesura la relació entre l'energia reactiva que emmagatzema i l'energia que dissipa durant un cicle complet del senyal. És un paràmetre important per als oscil·ladors, filtres i altres circuits sintonitzats, ja que proporciona una mesura de l'agudesa de la seva ressonància. Els sistemes ressonants responen a una freqüència determinada, anomenada freqüència natural, freqüència pròpia o freqüència de ressonància, molt més que a la resta de freqüències. El rang de freqüències a les que el sistema respon significativament és l'amplada de banda, i la freqüència central és la freqüència de ressonància elèctrica. També es defineix el factor de qualitat per als components, en particular, per als varactors i cristalls.
El factor de qualitat de circuits passius formats amb resistències, bobines i condensadors és baix, inferior a 100, per l'efecte de la resistivitat del fil de les bobines, principalment, ja que per a valors elevats d'inductància es necessiten grans longituds de fil. L'ús de circuits actius, que funcionen com a multiplicadors d'inductància o capacitat pot millorar el Q.
Els vidres, que són ressonadors piezoelèctrics, arriben a valors de Q de diversos milers.
A les microones, depenent de la freqüència, les cavitats ressonants poden arribar a valors de Q extraordinàriament alts, a causa del fet que les úniques parts dissipatives són les parets de la cavitat. Aquestes pèrdues es minimitzen recobrint de plata la part interior de la cavitat.

## Expressions
{\displaystyle Q={\frac {2\pi {\text{Energia}}}{\text{Energia en un període}}}}
Equació 1
El factor Q es defineix com la freqüència de ressonància (f0) dividida per l'amplada de banda (f2 - f1):
{\displaystyle Q={\frac {f_{0}}{f_{2}-f_{1}}}={\frac {f_{0}}{\Delta f}}}
Equació 2
El factor Q aplicat a un sol component serveix per caracteritzar els seus components no ideals. Així per a una bobina real es té en compte la resistència del cable, un valor alt de Q significa una resistència petita i, per tant, un comportament més semblant a la bobina ideal.
En un circuit RL l'expressió del factor Q és:
{\displaystyle Q={\frac {\omega {}L}{R}}}
Equació 3
On w és {\displaystyle 2\pi \,\,f_{0}}.
Per a un circuit RC l'expressió és:
{\displaystyle Q={\frac {1}{\,w\,R\,C}}}
Equació 4
En filtres serveix per veure el selectius que són, és a dir, per veure l'amplada de banda. En principi, un filtre amb menys amplada de banda (major Q), serà millor que un altre amb més ample. També, com es pot deduir de l'equació 2, és més difícil fer filtres de qualitat (perquè requereixen una Q gran) a alta freqüència que a baixa freqüència.